# Heinrich Dringenberg
Heinrich Dringenberg (* 1630 in Rostock; † 3. April 1687 ebenda) war ein deutscher Philosoph, Schulleiter und Bibliothekar.

## Leben
Heinrich Dringenberg studierte an der Philosophischen Fakultät der Universität Rostock und wurde dort 1654 zum Magister promoviert. Im selben Jahr wurde er rätlicher Professor der Moral, sein Nachfolger wurde nach 1666 Johann Sibrand. Von 1666 bis 1687 war er herzoglicher Professor der christlichen Katechese und der Hebräischen Sprache. Daneben war er von 1654 bis 1659 Rektor der Stadtschule Rostock. Er wurde zwölfmal zum Dekan der Philosophischen Fakultät gewählt und vier Mal zum Rektor der Universität. Von 1673 bis 1680 war er Bibliothekar der Akademischen Bibliothek. 1678 war Dringenberg zum Rektor des Fridericianums in Schwerin vorgeschlagen und designiert. Die Anstellung scheiterte an Gehaltsforderungen und an Fragen zur äußeren Stellung der Schule.